# Locris neumanni
Locris neumanni är en insektsart som beskrevs av Jacobi 1904. Locris neumanni ingår i släktet Locris och familjen spottstritar. Inga underarter finns listade i Catalogue of Life.